# Generosa
A Generosa egy magyar nemesítésű fehérborszőlő-fajta.  Bíró Károly 1951-ben az Ezerjó és a Piros Tramini fajták keresztezésével állította elő a móri borvidéken. Szinonim neve: K 15.

## Leírása
Téltűrő képessége hasonlóan a Cserszegi fűszereséhez és a Rajnai rizlingéhez kiváló, rügyei -21 C-ig fagyállóak. Tőkéje erőteljesen növekedésű, vesszői felfelé törőek, egyenes, középvastag. Szellős lombot nevel, ezt az egyenesen felfelé növekvő hajtások alakítják ki, ezért metszése nem okoz különösebb gondot. Hónaljhajtást alig hoz, levelei közepesen nagyok, a levélszél fűrészes-csipkés, sekélyen és sűrűn bemetszett, a levélnyél hosszú és piros.
Bőtermő fajta, fürtjei közepesen nagyok, tömöttek (130 g átlagsúlyúak). Bogyói megnyúltak gömb alakúak, kicsik, húspiros-lilás árnyalattal, alig hamvas, héja szívós, az íze különösen finom, zamatos, savas. 
Rothadásra nem, lisztharmatra kevésbé érzékeny. Jól tűri a szárazságot, könnyű szüretelni.  Szeptember végén érik 18-20 mustfokkal. 
Magasművelésre alkalmas(Moser).
Borának illata szőlővirágra emlékeztető, finom savú, kellemes ízhatású.